# ثروت موروثی
ثروت موروثی یا ثروت به ارث رسیده (به انگلیسی: Old money)، منظور ثروت خانواده‌ای است که نسل به نسل، به مستحق ارث یا افراد همان خانواده یا خاندان به ارث می‌رسد. ثروت موروثی می‌تواند یک مکان مانند زمین، شرکت، خانه یا یک سرمایه باشد که از خویشاوندان به فردی به ارث می‌رسد. گاهی ثروت به ارث رسیده می‌تواند از طرف غیر خویشاوندان هم باشد در صورتی که وصیت شده باشد ثروت به چه کسی به ارث برسد.

## تأثیرات بر فرهنگ عامه
در مجموعهٔ تلویزیونی دانتون ابی به این موضوع اشاره شده است. شاید معروف‌ترین نقد بر این ثروت، تنش بین پول قدیمی و پول جدید است که در ادبیات آمریکا می‌توان در کتاب گتسبی بزرگ یافت. شخصیت‌هایی که دارای پول‌های قدیمی هستند به نمایندگی از خانواده بوکانان (تام و دیزی)، با گناه قتل فرار می‌کنند، در حالی که آن‌هایی که پول جدید دارند توسط خود گتسبی نمایندگی می‌شوند و به تناوب توسط شخصیت‌های دیگر کتاب مورد استقبال و تحقیر قرار می‌گیرند. فیتزجرالد، از طریق راوی خود نیک کاراوی، افرادی را که دارای پول‌های قدیمی بودند به شدت نقد می‌کند: «آن‌ها افراد بی‌خیالی بودند، تام و دیزی - آن‌ها حرمت همه‌چیز و همهٔ افراد را در هم می‌شکستند و سپس به پول خود با بی‌احتیاطی یا هر چیز دیگری که آن‌ها را به هم متصل کرده بود پشت می‌کردند و اجازه می‌دادند افراد دیگر، آشفتگی‌هایی را که خودشان به وجود آورده بودند را پاک کنند». این اصطلاح معمولاً طبقهٔ اجتماعی را توصیف می‌کند که توانسته‌اند ثروت بادآوردهٔ خود را در طول چندین نسل حفظ کنند. اغلب به اعضای شناخته‌شدهٔ اشراف بالفعل در جوامعی اشاره می‌کند که از نظر تاریخی فاقد طبقهٔ اشرافی رسمی هستند؛ مانند ایالات متحده.

## ایالات متحده
ثروت - دارایی‌هایی که توسط یک فرد یا یک خانواده نگهداری می‌شود - بعد مهمی از طبقه‌بندی اجتماعی را فراهم می‌کند زیرا می‌تواند از نسلی به نسل دیگر منتقل شود و تضمین کننده وضعیت فرزندان از نظر مالی باشد. خانواده‌هایی که «پول قدیمی» دارند، از دارایی‌ها یا پس‌اندازهای انباشته شده برای پل زدن روی وقفه‌های درآمدی استفاده می‌کنند، بنابراین از تحرک اجتماعی رو به پایین محافظت می‌کنند.
«ثروت موروثی» در مورد افرادی از طبقه اشراف‌زاده که ثروتشان آن‌ها را از طبقات اجتماعی پایین جدا می‌کند صدق می‌کند. به گفتهٔ انسانشناس دبلیو لوید وارنر، طبقه بالا در ایالات متحده در طول دهه ۱۹۳۰ به طبقات بالا و پایین تقسیم می‌شد. طبقه پایین به بالا کسانی بودند که از خانواده‌های سنتی ثروتمند نبودند. آن‌ها پول خود را از سرمایه‌گذاری و تجارت به دست می‌آوردند تا ارث. به عنوان مثال می‌توان به: جان دی. راکفلر اشاره کرد که پدرش یک دستفروش دوره‌گرد بود. کورنلیوس واندربیلت، که پدرش یک کشتی را در بندر نیویورک اداره می‌کرد. هنری فلاگلر، که پسر یک وزیر پروتستان بود. و اندرو کارنگی که پسر یک بافنده اسکاتلندی بود. برخلاف افراد تازه‌کار، طبقه اشراف‌زاده خانواده‌هایی بودند که به عنوان «شبه اشرافی» و «جامعه بالا» تلقی می‌شدند. این خانواده‌ها برای نسل‌ها در سیاست ایالات متحده ثروتمند و برجسته بودند. در بسیاری از موارد شهرت آن‌ها به قبل از انقلاب آمریکا (۱۷۶۵–۱۷۸۳) برمی‌گردد، زمانی که اجدادشان به عنوان اعضای طبقه نخبگان کاشت، یا به عنوان تاجر، برده‌فروش، مالک کشتی، یا تاجر خز ثروت جمع کرده بودند. در بسیاری از موارد، به ویژه در ویرجینیا، مریلند، و کارولینا، منبع ثروت این خانواده‌ها زمین‌های وسیعی بود که توسط ولیعهد به اجدادشان اعطا شده بود یا در طول دوره استعمار با حق مالکیت به دست آورده بودند. این خانواده‌های طبقه کاشت اغلب بیش از ۳۰۰ سال از طریق ازدواج‌های درونی با یکدیگر مرتبط بودند و گاهی به عنوان نجیب آمریکایی شناخته می‌شوند. آن‌ها چندین پدر بنیان‌گذار ایالات متحده و تعدادی از روسای جمهور اولیه ایالات متحده را تولید کردند. نمونه‌ای از این طبقه اجتماعی جورج واشینگتن بود که دارایی خالص او ۵۲۵ میلیون دلار (در سال ۲۰۱۶) به دلیل دارایی‌های وسیع زمین و بردگانش بود. او دومین مرد ثروتمندی بود که به عنوان رئیس‌جمهور ایالات متحده خدمت می‌کرد.
پس از جنگ داخلی آمریکا (۱۸۶۱–۱۸۶۵)، بسیاری در این طبقه اجتماعی شاهد کاهش شدید ثروت خود بودند. بردگان آن‌ها آزادگان شدند. نیروهای اتحادیه تحت فرماندهی ژنرال‌های ویلیام تکومسه شرمن و فیلیپ شریدان نیز بخش‌هایی از ویرجینیا، کارولینا و جورجیا را تخریب کرده بودند. آن‌ها محصولات زراعی را نابود کردند، دام‌ها را کشتند یا مصادره کردند، انبارها و آسیاب‌ها را سوزاندند و در برخی موارد خانه‌های مزارع و حتی کل شهرهایی مانند آتلانتا را به آتش کشیدند. آن‌ها از تاکتیک‌های زمین سوخته استفاده می‌کردند که برای گرسنگی دادن به ایالات کنفدراسیون آمریکا طراحی شده بود. پس از سیزدهمین متمم قانون اساسی ایالات متحده (۱۸۶۵) و رهایی بردگان، بسیاری از مزارع به کشاورزی تبدیل شدند. آزادگان آمریکایی آفریقایی‌تبار در همان زمینی که قبل از جنگ به عنوان برده کار می‌کردند، به عنوان کشاورز کار می‌کردند. علی‌رغم این واقعیت که شرایط آن‌ها بسیار کاهش یافته بود، تصویب قوانین جیم کرو و سلب حق رای سیاه‌پوستان آزادشده به بسیاری از خانواده‌های طبقه کاشت در جنوب ایالات متحده اجازه داد تا پس از بازسازی (۱۸۶۳–۱۸۶۳) شهرت سیاسی خود را به دست آورند، اگر نگوییم ثروت بزرگ خود را به دست آورند. (۱۸۷۷)
در اوایل قرن بیستم، طبقه بالا از نو پول‌داران معتبرتر دیده می‌شد، حتی اگر نوپول‌دارها دارای ثروت بیشتری بودند. در اواخر قرن نوزدهم و اوایل قرن بیستم، ثروتمندان نوپا با ساختن عمارت‌های عصر طلایی که شبیه کاخ‌های سلطنتی اروپایی بودند، ثروت خود را به رخ کشیدند، در حالی که پول قدیمی محافظه‌کارانه‌تر بود. خانواده‌های آمریکایی «پول قدیمی» به فرقه‌های مختلف پروتستانی وابسته هستند. اسقفی‌ها و پرسبیتریان از همه بیشتر در میان آن‌ها هستند.
برخی از خانواده‌های دارای «ثروت به ارث رسیده» عبارت‌اند از:
- خانواده برد ویرجینیا از نسل ویلیام برد اول هستند که در ۲۷ اکتبر ۱۶۷۳ کمک هزینه‌ای به مساحت ۱۲۰۰ جریب (۴٫۹ کیلومتر مربع) در خط سقوط رودخانه جیمز که بعداً به مکان ریچموند، ویرجینیا تبدیل شد، دریافت کرد. پسر برد، ویلیام برد دوم از وستاور پلنتیشن که زمین را به ارث برد، یک کاشت کار و نویسنده آمریکایی از شهرستان چارلز سیتی در ویرجینیا مستعمره بود. او دارایی‌های خود را به حدود ۱۷۹۰۰۰ هکتار (۷۲۰ کیلومتر مربع) گسترش داد و شهر ریچموند را تأسیس کرد. اگرچه بسیاری از ثروت خانواده در طول قرن ۱۸ توسط ویلیام برد سوم از طریق قمار و سرمایه‌گذاری‌های بد هدر رفت، نوادگان ریچارد اولین برد پدر به عنوان یک پرورش‌دهنده سیب در دره شناندوا و ناشر روزنامه وینچستر استار ثروتمند شد. او در سال ۱۹۰۶ به عضویت مجلس نمایندگان ویرجینیا انتخاب شد و از سال ۱۹۰۸ تا ۱۹۱۴ به عنوان رئیس مجلس خدمت کرد. یک ماشین سیاسی دموکرات به نام سازمان برد را کنترل کرد که در بیشتر قرن بیستم بر سیاست ویرجینیا تسلط داشت.

پسرش هری اف. برد جونیور که تا سال ۱۹۸۱ خدمت کرد در مجلس سنای ایالات متحده جانشین برد شد. این خانواده همچنین رهبر سیاسی و حقوق‌دان اولیه اوهایو، چارلز ویلینگ برد، و کاشف قطبی، دریاسالار ریچارد ای.
- خانواده کارتر از ویرجینیا از رابرت «کینگ» کارتر، از شهرستان لنکستر، که یک کشاورز، تاجر و مستعمره در ویرجینیا بود و یکی از ثروتمندترین مردان مستعمرات با انباشته شدن بیش از ۳۰۰۰۰۰ هکتار زمین بود، هستند. او به عنوان رئیس شورای فرماندار مستعمره ویرجینیا، از سال ۱۷۲۶ تا ۱۷۲۷ پس از مرگ فرماندار هیو دریسدیل، فرماندار ویرجینیا بود. او به دلیل ثروت زیاد، قدرت سیاسی و روش‌های تجاری مستبدانه‌اش، نام «شاه» را به دست‌آورد. بسیاری از نوادگان برجسته او عبارت‌اند از: رابرت بورول، یکی از اعضای مجلس بورجس‌های ویرجینیا، رابرت کارتر سوم، که در شورای فرماندار ویرجینیا حضور داشت، کارتر براکستون، امضا کننده اعلامیه استقلال، مان پیج نماینده ویرجینیا در کنگره قاره‌ای در ۱۷۷۷، ژنرال رابرت ای. لی ارتش ایالات کنفدراسیون، ستوان اول ارتش کنفدراسیون رابرت راندولف کارتر، جان پیج، سیزدهمین فرماندار ویرجینیا، توماس نلسون پیج، که به عنوان سفیر ایالات متحده در ایتالیا در زمان دولت وودرو ویلسون، و مهندس عمران و صنعتگر خدمت کرد. ویلیام نلسون پیج.
- خانواده راندولف از نسل ویلیام راندولف، مستعمره‌نشین آمریکایی است که ثروت عظیمی از جمله بیش از ۲۰۰۰۰ هکتار (۸۱ کیلومتر مربع) زمین را به‌عنوان کاشت‌کار و تاجر انباشته کرد و نقش مهمی در تاریخ و دولت مستعمره انگلیسی ویرجینیا داشت. او بین سال‌های ۱۶۶۹ و ۱۶۷۳ وارد ویرجینیا شد و چند سال بعد با مری ایشام ازدواج کرد. نوادگان راندولف شامل بسیاری از آمریکایی‌های برجسته از جمله رئیس‌جمهور ایالات متحده، توماس جفرسون، قاضی ارشد ایالات متحده، جان مارشال، ژنرال کنفدراسیون، رابرت ای لی، پیتون راندولف، اولین رئیس کنگره قاره‌ای، و ادموند راندولف که به عنوان هفتمین فرماندار ویرجینیا خدمت می‌کرد، بوده است. دومین وزیر امور خارجه ایالات متحده، و اولین دادستان کل ایالات متحده و همچنین بسیاری از افراد برجسته دیگر در ویرجینیا و سیاست ایالات متحده.
- خانواده روزولت از منهتن به عنوان مستعمره در قرن هفدهم از هلند آمدند و بعداً در تجارت و سیاست برجسته شدند. دو شاخه دور از خانواده از خلیج اویستر در لانگ آیلند و هاید پارک در شهرستان داچس با انتخاب رئیس‌جمهور تئودور روزولت (۱۹۰۱–۱۹۰۹) و پسرعموی پنجمش فرانکلین دی. روزولت (۱۹۳۳–۱۹۴۵) به شهرت سیاسی ملی رسیدند. همسرش، بانوی اول النور روزولت، خواهرزاده تئودور بود.
- کابوت‌ها در سال ۱۷۰۰ از جزیره جرسی وارد سالم شدند و در کشتی‌رانی ثروت زیادی به دست آوردند. در سن ۲۱ سالگی، گادفری لاول کابوت (به Lowells زیر مراجعه کنید) شرکت Cabot، بزرگ‌ترین تولیدکننده کربن سیاه در کشور را تأسیس کرد.
- خانواده لاول از استعمارگران بوستون هستند. فرانسیس کابوت لوول ثروت خود را در کشتی‌رانی و بعداً منسوجات آغاز کرد. این خانواده چندین فرد قابل توجه از جمله ابوت لارنس لاول را که به مدت ۲۴ سال ریاست دانشگاه هاروارد را بر عهده داشت، تولید کرده است.
- ثروت خانواده دوپونت در سال ۱۸۰۳ آغاز شد، اما آنها با فروش باروت در طول جنگ داخلی آمریکا به خانواده‌ای فوق‌العاده ثروتمند تبدیل شدند. در جنگ جهانی اول، خانواده دوپونت تقریباً تمام باروت آمریکایی را تولید می‌کردند. در سال ۱۹۶۸، فردیناند لوندبرگ ثروت دوپونت را بزرگ‌ترین ثروت خانوادگی آمریکا اعلام کرد. از سال ۲۰۰۸، E. I. du Pont de Nemours and Company در فهرست Fortune 500 از بزرگ‌ترین شرکت‌های ایالات متحده در رتبه ۸۱ قرار گرفت.
- خانواده فوربس در بوستون ثروت خود را در صنعت حمل‌ونقل و بعداً راه‌آهن و همچنین سرمایه‌گذاری‌های دیگر به دست آوردند. آن‌ها ۲۰۰ سال است که یک خانواده ثروتمند برجسته در ایالات متحده بوده‌اند.
- خانواده آستور ثروت خود را در قرن هجدهم از طریق تجارت خز، املاک و مستغلات، صنعت هتل‌داری و سایر سرمایه‌گذاری‌ها به دست آوردند.
- خانواده هریسون ویرجینیا یک خانواده سیاسی آمریکایی از کشورهای مشترک‌المنافع ویرجینیا است که فرزندان مستقیم آن عبارت‌اند از بنیامین هریسون پنجم، بنیان‌گذار ایالات متحده، و سه رئیس‌جمهور ایالات متحده: ویلیام هنری هریسون، بنجامین هریسون و آبراهام لینکلن. خانواده ویرجینیا هریسون عمدتاً از دو شاخه تشکیل شده است که ریشه در شمال انگلستان دارند. یک شاخه به رهبری بنجامین هریسون اول، قبل از سال ۱۶۳۳ از راه برمودا به ویرجینیا سفر کرد و در کنار رودخانه جیمز ساکن شد و در آن‌جا به کاشت‌کاران ثروتمند تبدیل شد. آن‌ها اغلب به عنوان رودخانه جیمز هریسون شناخته می‌شوند. نسل‌های متوالی این شاخه در مجلس قانون‌گذاری مستعمره ویرجینیا خدمت کردند، از جمله بنجامین پنجم، که از امضاکنندگان اعلامیه استقلال و بعداً فرماندار ویرجینیا بود. این شاخه از خانواده هریسون پرزیدنت ویلیام هنری هریسون، پسر بنجامین پنجم، و رئیس‌جمهور بنجامین هریسون، نوه ویلیام هنری، و همچنین فرماندار ویرجینیا، آلبرتیس هریسون، را تولید کرد. این خانواده همچنین شامل دو شهردار شیکاگو و اعضای مجلس نمایندگان و سنای ایالات متحده است. شاخه دیگر ویرجینیا هریسون در سال ۱۶۸۷ از بریتانیا به نیوانگلند مهاجرت کرد و ۵۰ سال بعد به جنوب به دره شناندوا ویرجینیا نقل مکان کرد. آن‌ها توسط آیزایا هریسون رهبری می‌شدند. این شاخه به احتمال زیاد از یک کشیش موقت مستعمره جیمزتاون، کشیش توماس هریسون، که خویشاوندان جیمز ریور هریسون‌ها بود، نشأت می‌گرفت، اما تا سال ۱۶۵۰ به انگلستان بازگشته بود. پرزیدنت آبراهام لینکلن، مانند الویس پریسلی، سرگرم‌کننده، از هریسون‌های دره Shenandoah تبار بود. این شاخه از خانواده همچنین شامل بنیانگذاران Harrisonburg و Dayton و پزشک J. Hartwell Harrison بود که بخشی از تیم پزشکی بود که اولین جراحی موفقیت‌آمیز پیوند کلیه در جهان را انجام داد.
- خانواده گریسوولد کانکتیکات ثروت خود را در کشتی‌رانی، بانک‌داری، راه‌آهن و صنعت به دست آوردند. آن‌ها در سیاست آمریکا برجسته بوده‌اند و پنج فرماندار و تعداد زیادی سناتور و نمایندگان کنگره را به وجود آورده‌اند.
- خانواده هارتویک عمدتاً انگلیسی و آلمانی‌تبار هستند و اصل و نسب و ثروت آن‌ها قبل از انقلاب آمریکا است. هارتویکس چندین سیاست‌مدار و ژنرال نظامی مانند ادوارد هارتویک را تولید کرده است. در جنگ جهانی اول، خانواده بیشتر الوارهای ایالات متحده را کنترل می‌کردند. کارهای بشردوستانه هارتویک شامل تأسیس کالج هارتویک و پارک ایالتی هارتویک پاینز است.
- خانواده پیتکرن فیلادلفیا ثروت خود را در تولید مواد شیمیایی و شیشه بشقاب به دست آوردند. یک شرکت اعتماد تأسیس کرد که به حمایت از اعضای نسل ۵ و ۶ ادامه می‌دهد. آن‌ها از بزرگ‌ترین حامیان آیزنهاور و نیکسون بودند و مرتباً از موسیقی و هنر در فیلادلفیا و نیویورک حمایت می‌کردند.
- خانواده ون لیر از پنسیلوانیا ثروت خود را در تجارت آهن به دست آوردند. آن‌ها در دانشگاه، تجارت و سیاست آمریکا برجسته بوده‌اند. نوادگان شامل کارآفرینان موفق، فرمانداران، نمایندگان کنگره، رؤسای دانشگاه‌ها و بنیان‌گذاران دانشگاه هستند.

اگرچه بسیاری از افراد «پول قدیمی» مانند گذشته در فهرست فوربس ۴۰۰ ثروتمندترین آمریکایی قرار ندارند، ثروت آن‌ها همچنان در حال رشد است. بسیاری از خانواده‌ها دارایی‌های خود را با استراتژی‌های سرمایه‌گذاری مانند تجمیع منابع افزایش دادند. : 115 به عنوان مثال، ثروت خالص تخمینی خانواده راکفلر به مبلغ ۱ میلیارد دلار در دهه ۱۹۳۰ به ۸٫۵ میلیارد دلار در سال ۲۰۰۰ افزایش یافت - یعنی با تورم تعدیل نشده‌بود. در ۶۰ سال، چهار نفر از ثروتمندترین خانواده‌های ایالات متحده، مجموع ۲ تا ۴ میلیارد دلار خود را در سال ۱۹۳۷ به ۳۸ میلیارد دلار افزایش دادند، بدون اینکه سهام بزرگی در صنایع نوظهور داشته باشند. وقتی برای تورم تنظیم شود، ثروت واقعی دلاری بسیاری از این خانواده‌ها از دهه ۳۰ کاهش یافته است.
«ثروت به ارث رسیده» با افراد نوپا و پاورنووس در تضاد است. این‌ها در دسته «پول‌های جدید» (آن‌هایی که از خانواده‌های سنتی ثروتمند نیستند) قرار می‌گیرند.

## اروپا
خانواده روچیلد، از قرن هجدهم موسسات مالی را در سراسر اروپا تأسیس کردند و توسط امپراتوری هابسبورگ و ملکه ویکتوریا صاحب لقب نجیب‌زاده شدند. در طول قرن نوزدهم، آن‌ها بزرگ‌ترین ثروت جهان را در دست داشتند. این خانواده، حداقل تا حدودی، بیش از دو قرن است که ثروت خود را حفظ کرده است. با این حال، روچیلدها توسط همتایان بریتانیایی خود «پول قدیمی» تلقی نمی‌شدند. در بریتانیا، این اصطلاح عموماً به طور انحصاری به اعیان زمین‌دار اشاره دارد، معمولاً اشراف که به طور سنتی از زمینی که از پدری به ارث رسیده زندگی می‌کنند. مفهوم بریتانیایی مشابه اصل و نسب خوب است و یافتن شخصی با «پول قدیمی» که در واقع فقیر یا ورشکسته است غیرمعمول نیست. با این حال، تا سال ۲۰۰۱، کسانی که به این دسته تعلق دارند - مالکان اشرافی - هنوز بخشی از فهرست ثروتمندترین در بریتانیا هستند.
در فرانسه، «۲۰۰ خانواده» بعد از سال ۱۸۱۵ بسیاری از ثروت این کشور را تحت کنترل داشتند. "۲۰۰" بر اساس این سیاست است که از ۴۰۰۰۰ سهامدار بانک فرانسه، تنها ۲۰۰ نفر مجاز به شرکت در مجمع سالانه بودند و آن‌ها همه رای‌ها را به صندوق انداختند. از یک کشور ۲۷ میلیون نفری، در سال ۱۸۲۰ تنها ۸۰۰۰۰ تا ۹۰۰۰۰ نفر مجاز به رای دادن بودند و یک چهارم ثروتمندترین آن‌ها دو رای داشتند.